# 前芝村
前芝村（まえしばむら）は、愛知県宝飯郡にかつて存在した村。
現在の豊橋市東部の前芝町、西浜町などに該当し、豊川放水路の西岸、豊川の河口の西岸に該当し、三河湾に面する。
三河湾の海苔養殖の発祥の地である。

## 歴史
- 江戸時代、この地域は吉田藩領であった。
- 1878年（明治11年） - 前芝村、青木新田、山内新田が合併し、前芝村となる。
- 1889年（明治22年）10月1日 - 前芝村、梅藪村、日色野村が合併し、前芝村となる。
- 1955年（昭和30年）3月1日 - 豊橋市に編入される。

## 学校
- 前芝村立前芝小学校（現・豊橋市立前芝小学校）
- 前芝村立前芝中学校（現・豊橋市立前芝中学校）

## 神社・仏閣
- 前芝神明社